# Pleasant Valley (Misuri)
Pleasant Valley es una ciudad ubicada en el condado de Clay en el estado estadounidense de Misuri. En el Censo de 2010 tenía una población de 2961 habitantes y una densidad poblacional de 929,47 personas por km².

## Geografía
Pleasant Valley se encuentra ubicada en las coordenadas 39°13′2″N 94°28′52″O / 39.21722, -94.48111. Según la Oficina del Censo de los Estados Unidos, Pleasant Valley tiene una superficie total de 3.19 km², de la cual 3.19 km² corresponden a tierra firme y (0%) 0 km² es agua.

## Demografía
Según el censo de 2010, había 2961 personas residiendo en Pleasant Valley. La densidad de población era de 929,47 hab./km². De los 2961 habitantes, Pleasant Valley estaba compuesto por el 89.6% blancos, el 4.59% eran afroamericanos, el 0.54% eran amerindios, el 0.34% eran asiáticos, el 1.01% eran isleños del Pacífico, el 1.18% eran de otras razas y el 2.74% pertenecían a dos o más razas. Del total de la población el 4.69% eran hispanos o latinos de cualquier raza.